# Estádio Leonardo Vinagre da Silveira
O Estádio Leonardo Vinagre da Silveira, também conhecido como Estádio da Graça, é um estádio de futebol brasileiro localizado em João Pessoa, capital do estado da Paraíba.

## História
O Estádio da Graça foi fundado no dia 9 de janeiro de 1944, no bairro Cruz das Armas, durante uma partida amistosa entre Dolaport e Santa Cruz do Recife, que terminou empatada em quatro gols. O primeiro gol do estádio foi marcado por Odilon, do Dolaport, aos 17 minutos do primeiro tempo.
Na partida do dia 14 de abril de 2002, entre Botafogo e Sport do Recife, válida pela Copa do Nordeste, o Estádio da Graça alcançou seu recorde de público: aproximadamente 7 mil pessoas estiveram presentes.
Em 7 de julho de 2008, teve início à maior reforma que o estádio já fora submetido até então, visando torná-lo adequado às determinações da FIFA e do Estatuto do Torcedor. A área do estádio foi ampliada, passando de 1.419 m² para 2.118 m². A obra foi concluída em 27 de março de 2010 e teve um custo estimado em R$ 3,5 milhões.

## Estrutura
Com a reforma, o estádio passou a apresentar três lances de arquibancadas cobertas, que comportam cerca de seis mil pessoas sentadas, tribuna de honra, dois bares e seis baterias de banheiros. O campo, com 64 metros de largura por 100 de comprimento, recebeu um novo gramado e nova iluminação. Foram ampliados os vestiários para atletas e árbitros. Também conta com um estacionamento para 250 automóveis e sete cabines de imprensa.